# São Filipe (Fogo)
|  | Per a altres significats, vegeu «São Filipe». |

São Filipe (crioll capverdià San Filipi) és una vila a la costa oest de l'illa de Fogo a l'arxipèlag de Cap Verd. És la capital del municipi de São Filipe. L'aeroport de São Filipe es troba al límit sud-oest de la vila.

## Història
São Filipe fou fundada en el segle xvi i és considerada la segona vila més antiga de Cap Verd després de Ribeira Grande, però la carta de vila no li fou concedida fins a 1922. En 1655 São Filipe fou destruïda per pirates flamencs.

## Demografia
| Població de la vila de São Filipe (1980–present) | Població de la vila de São Filipe (1980–present) | Població de la vila de São Filipe (1980–present) |
| ------------------------------------------------ | ------------------------------------------------ | ------------------------------------------------ |
| 1980                                             | 1990                                             | 2010                                             |
| 4.370                                            | 5.616                                            | 8.112                                            |

## Agermanaments
- Leiria
- Viseu

## Galeria

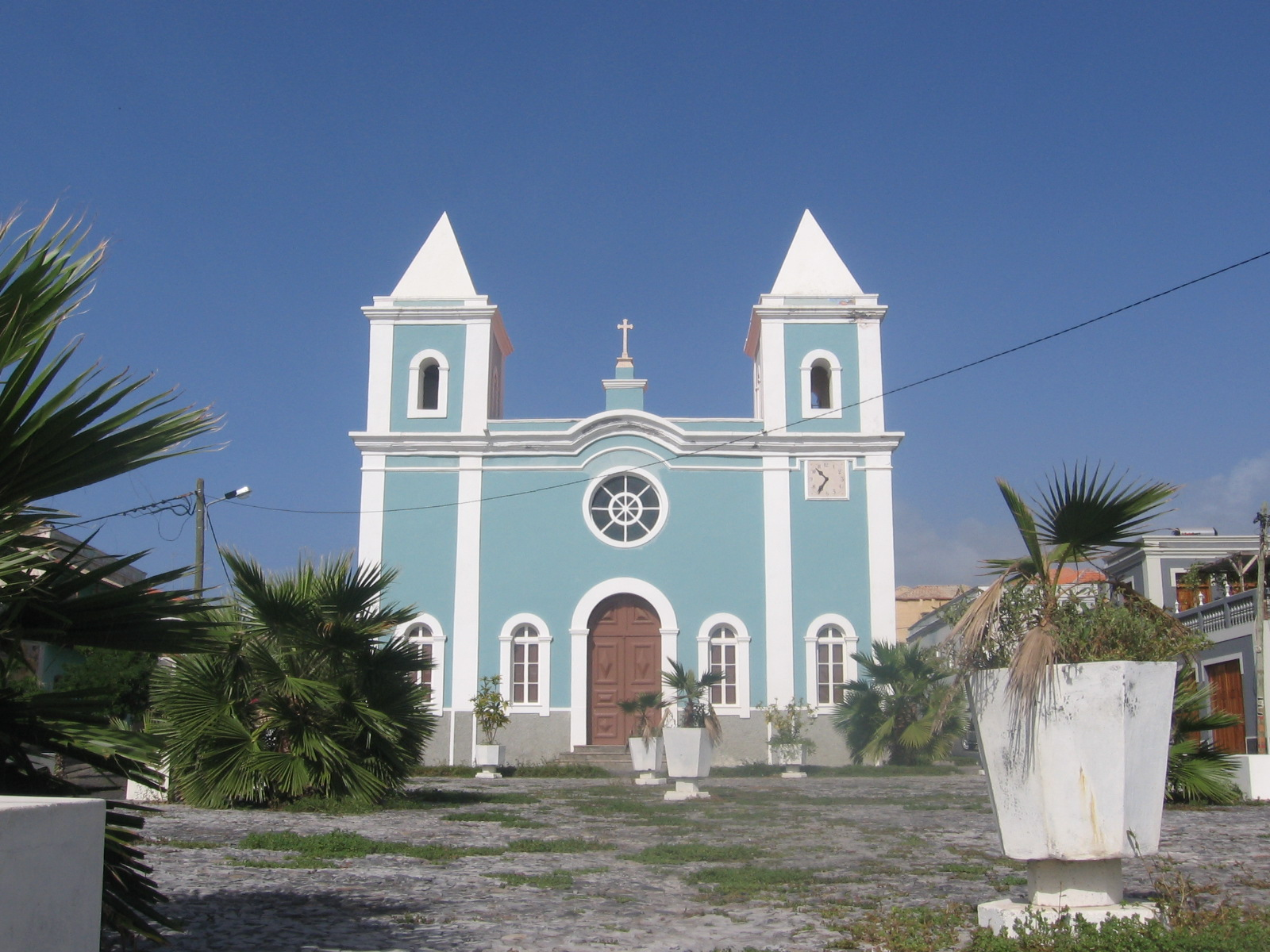
Església Nossa Senhora da Conceição.
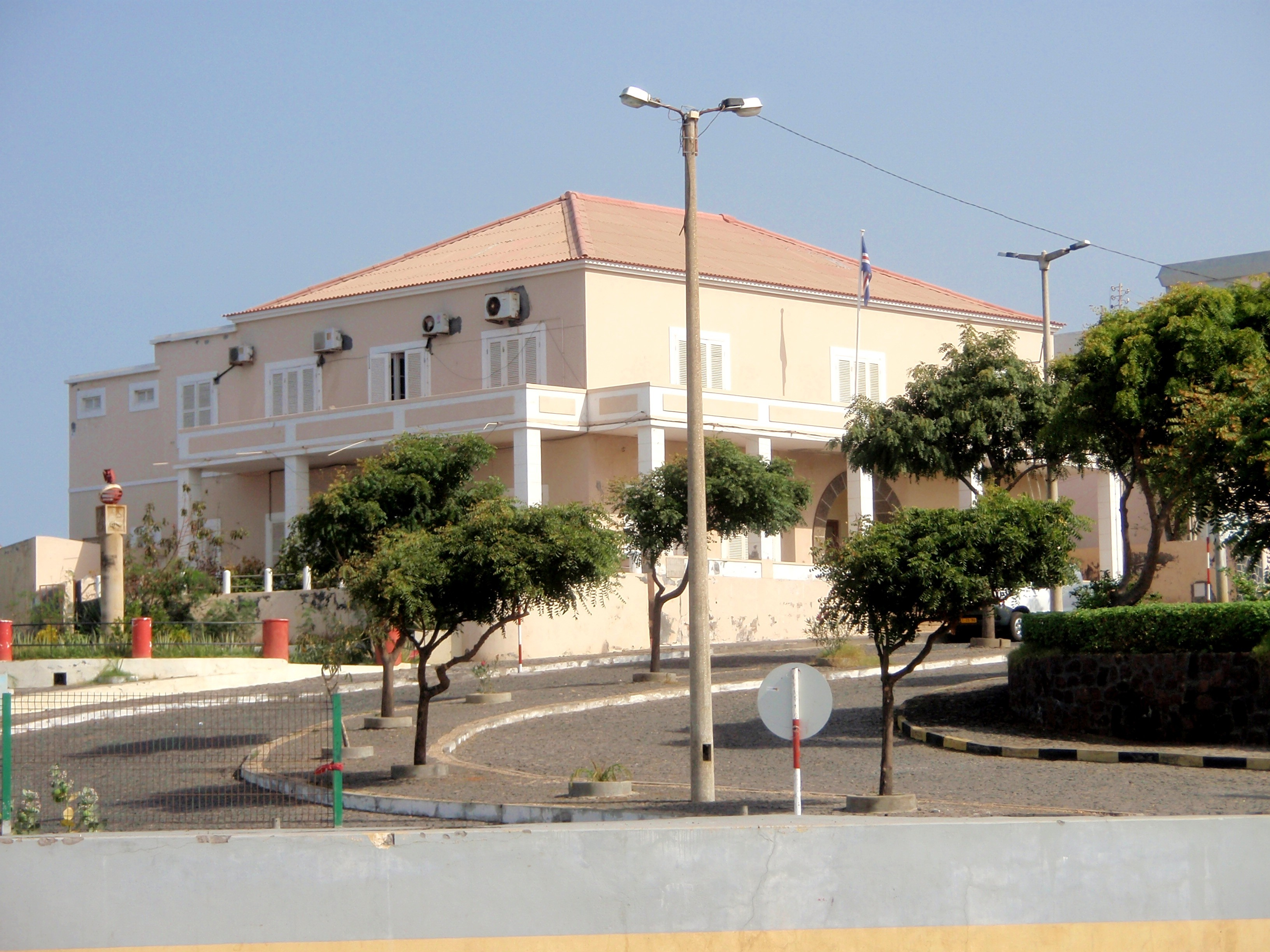
Praça Serpa Pinto.
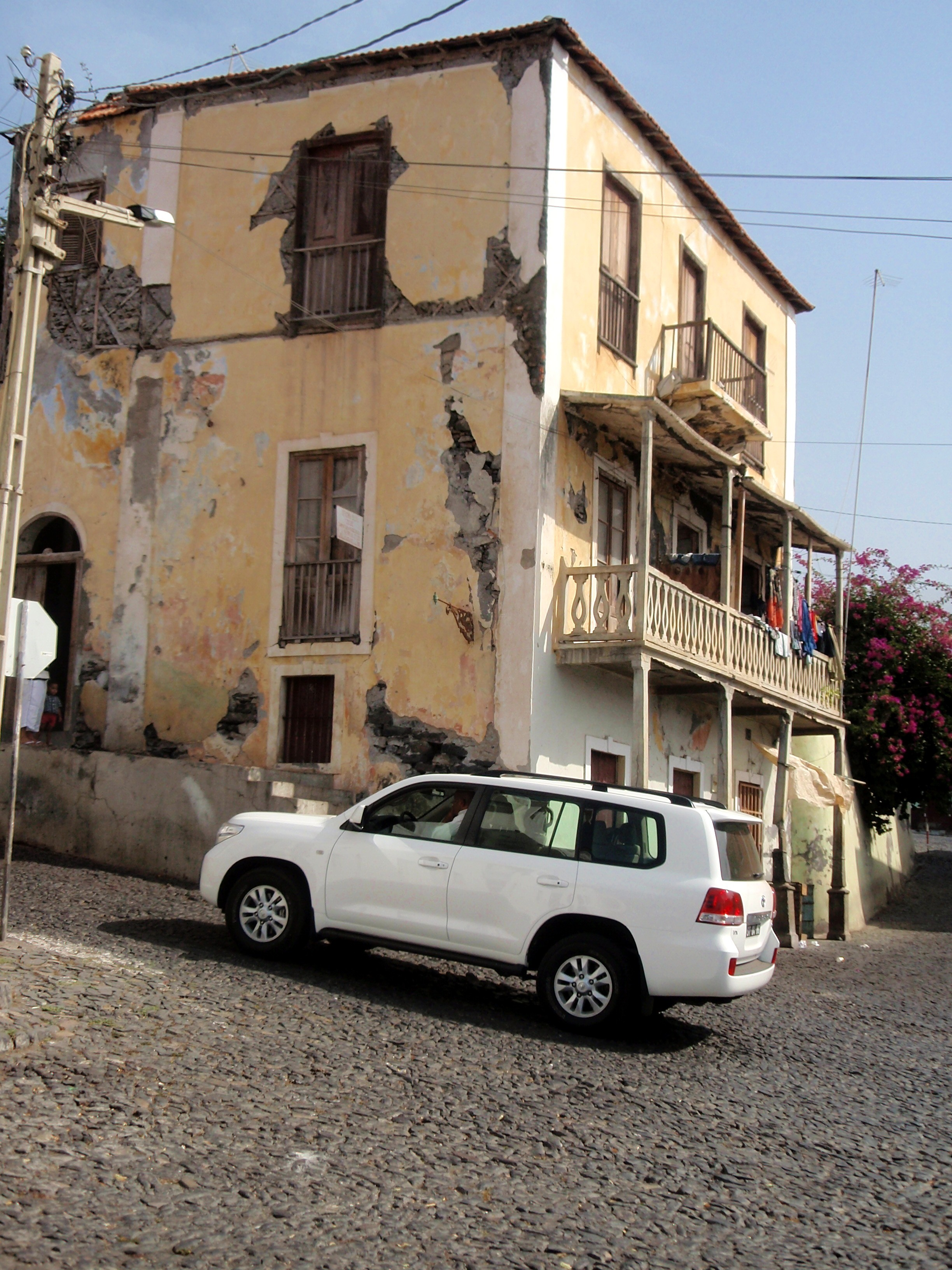
Arquitectura colonial.
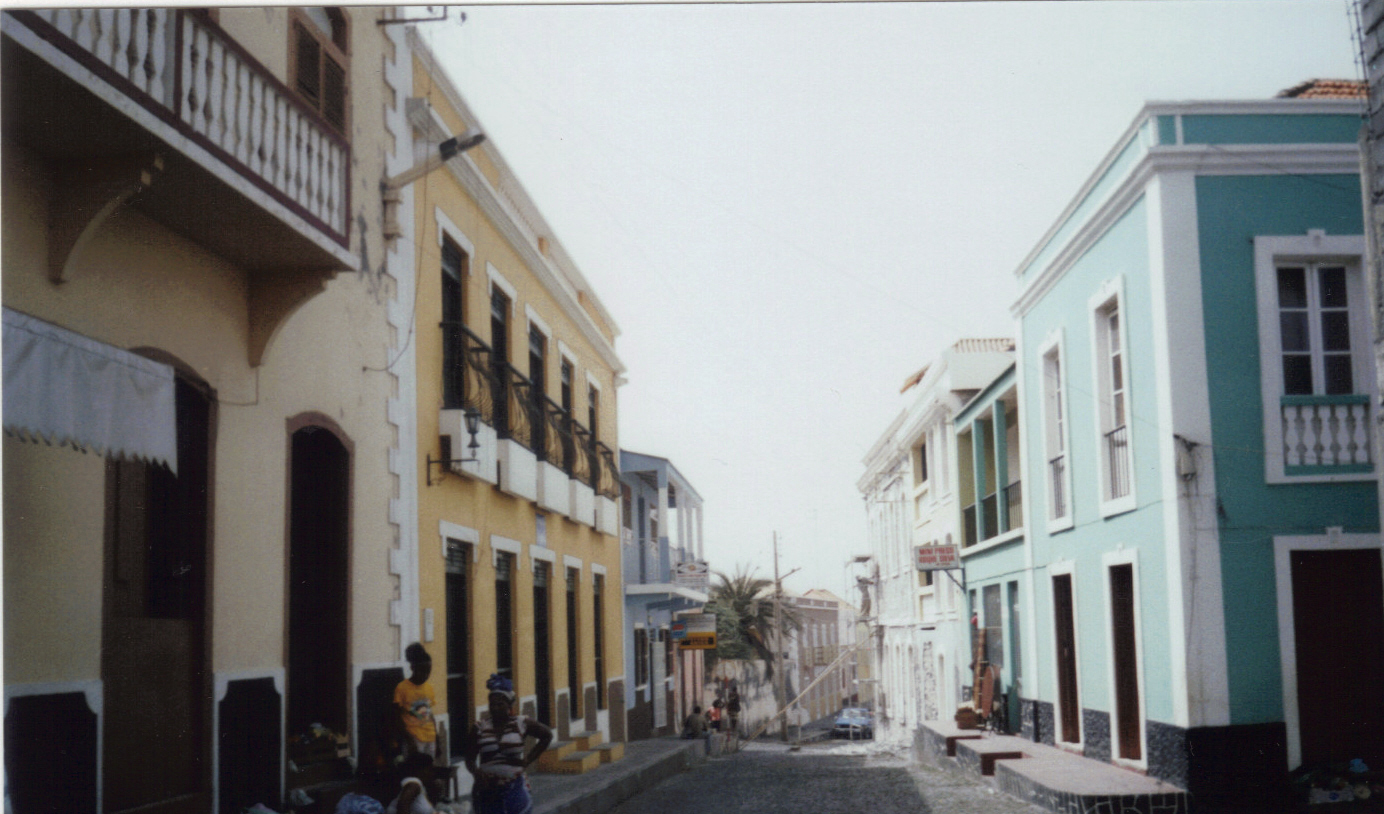
Arquitectura colonial.
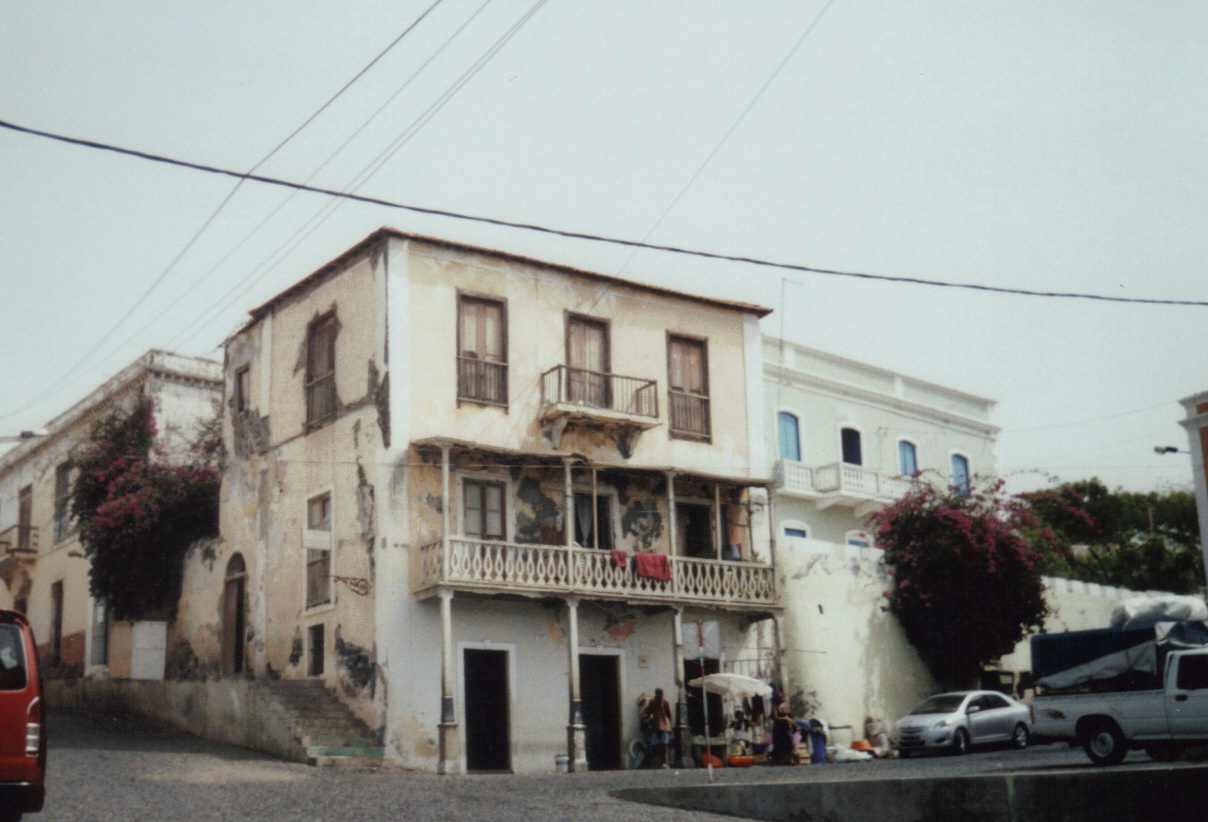
Arquitectura colonial.
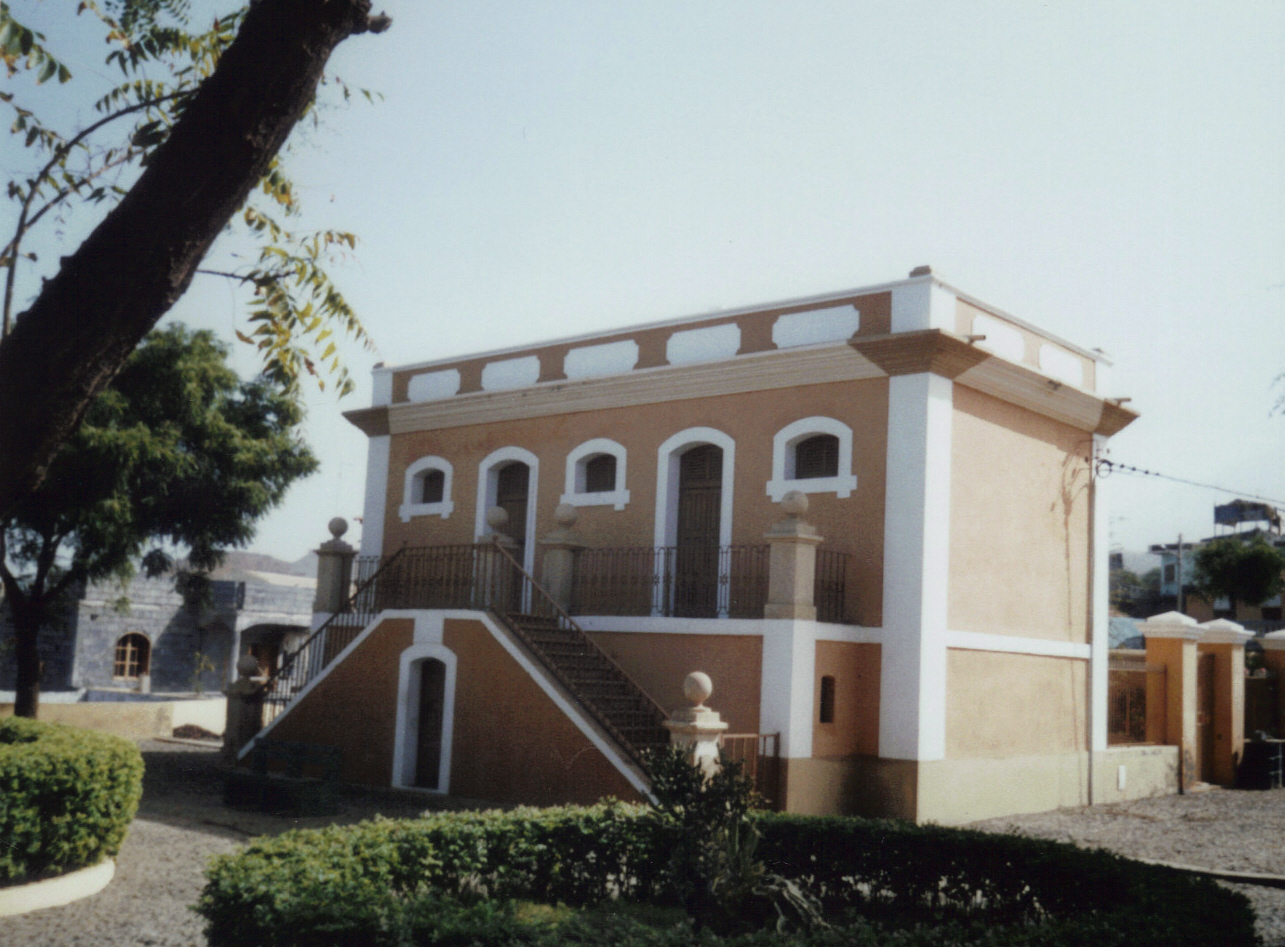
Mansió colonial (Sobrado).
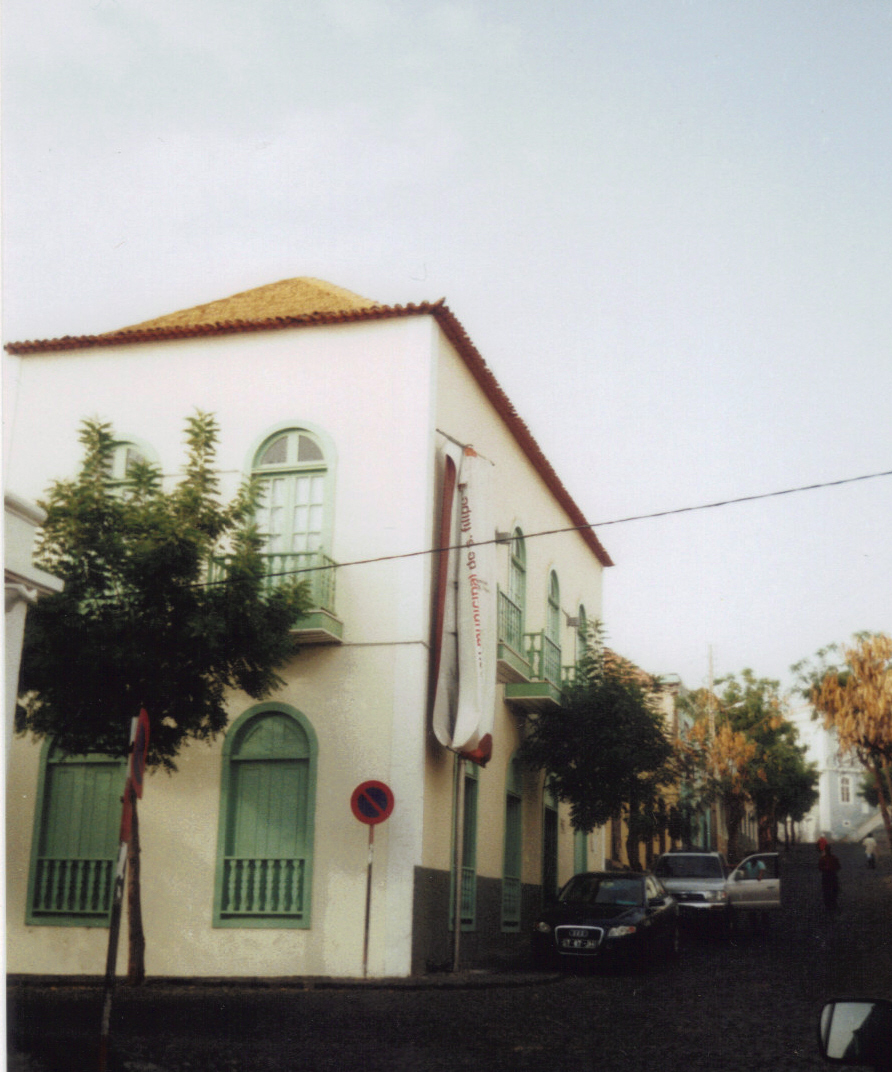
Museu.
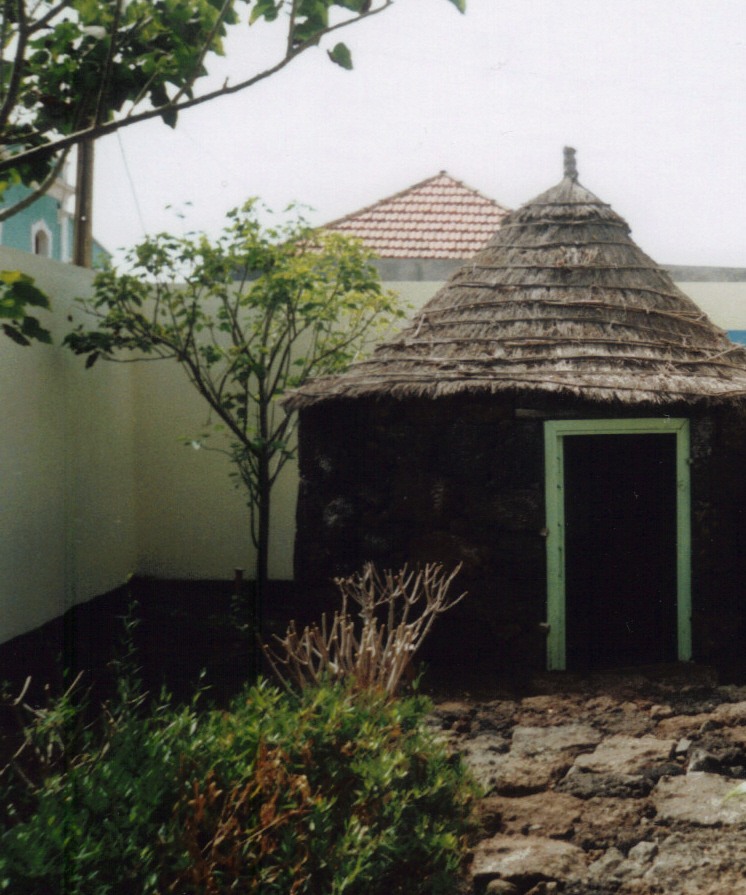
Cabana tradicional al museu.
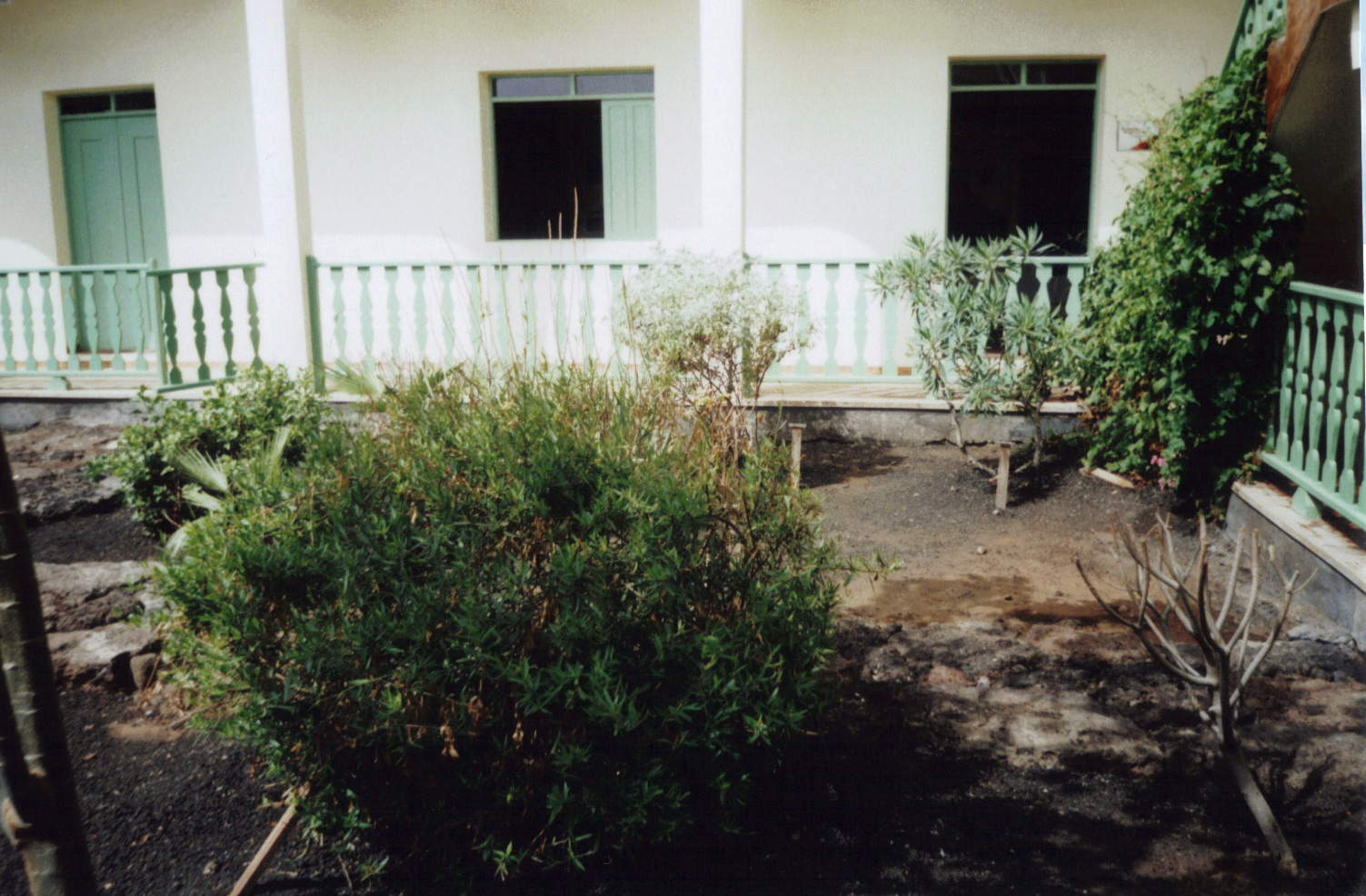
Plantes endèmiques a l'interior del museu.
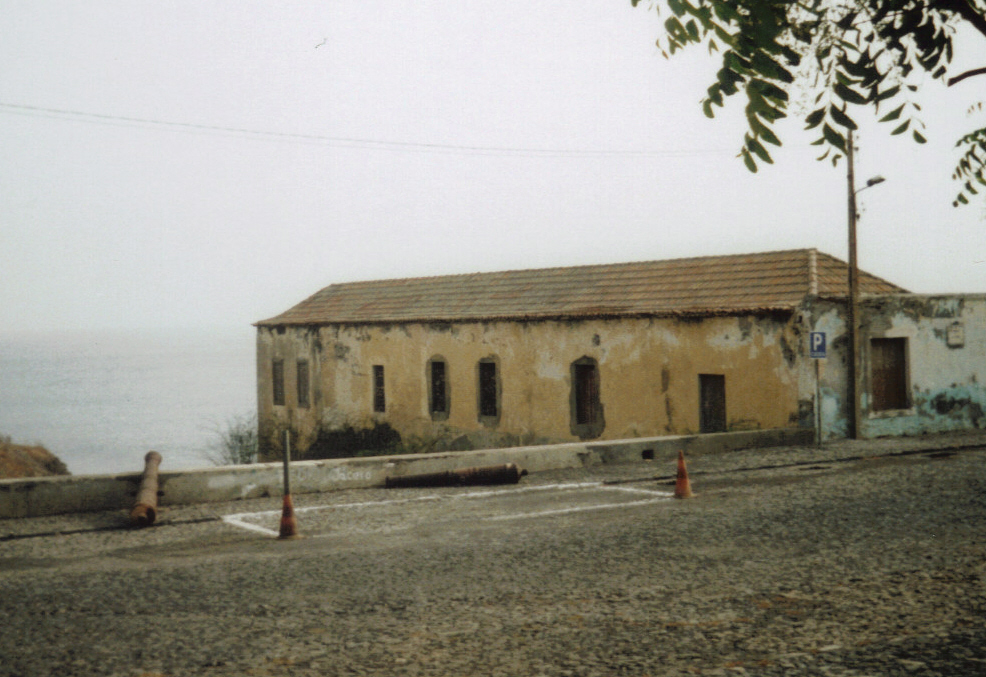
Fortalesa Fortim Carlota.
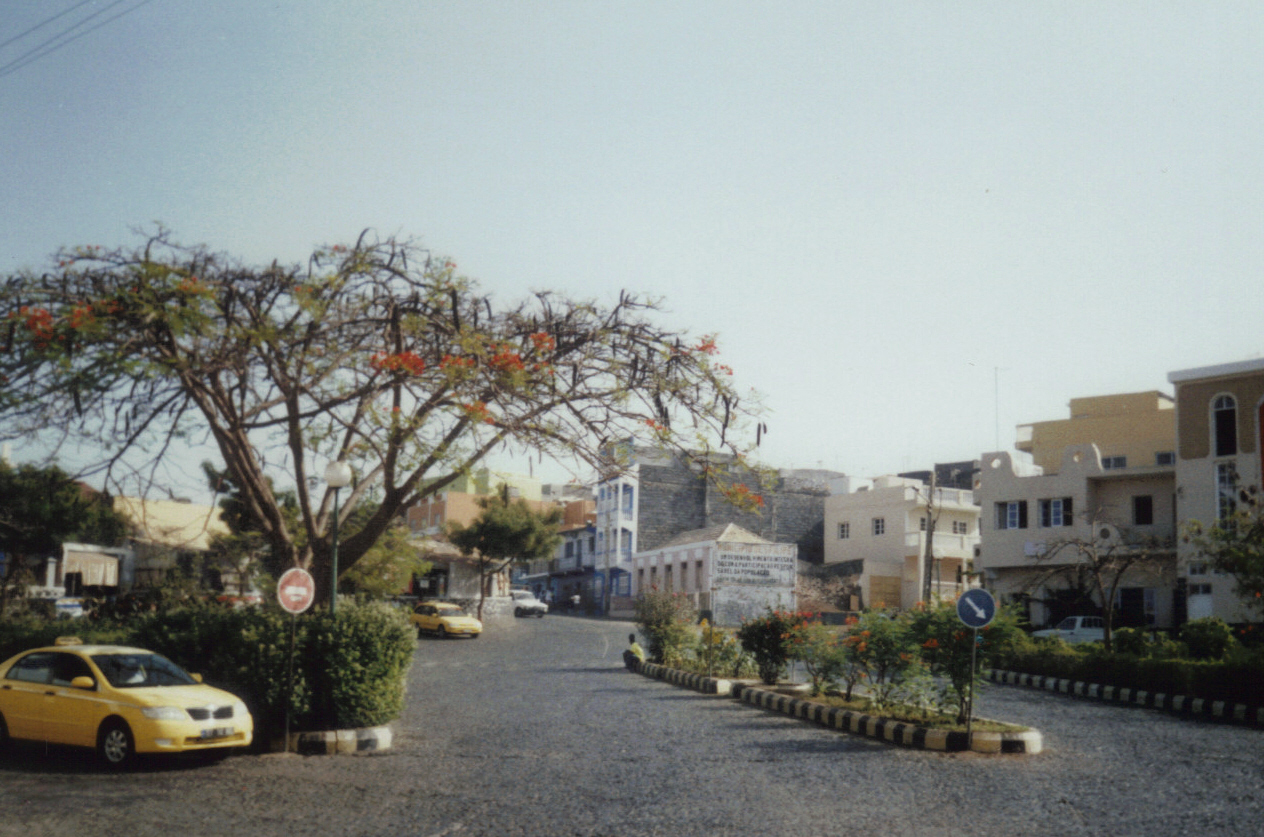
Praça Francisco d'Assis.
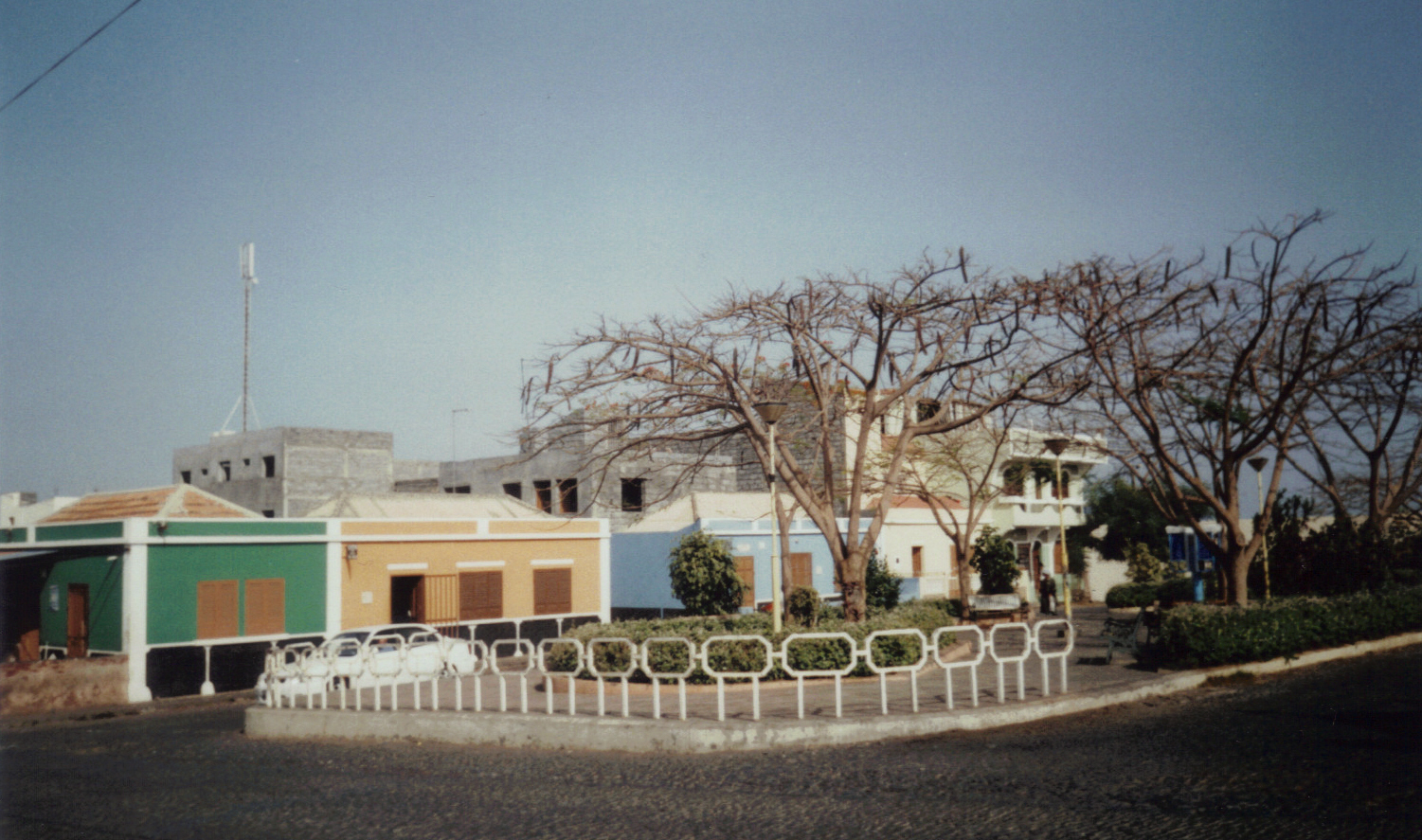
Praça Alberto da Silva.
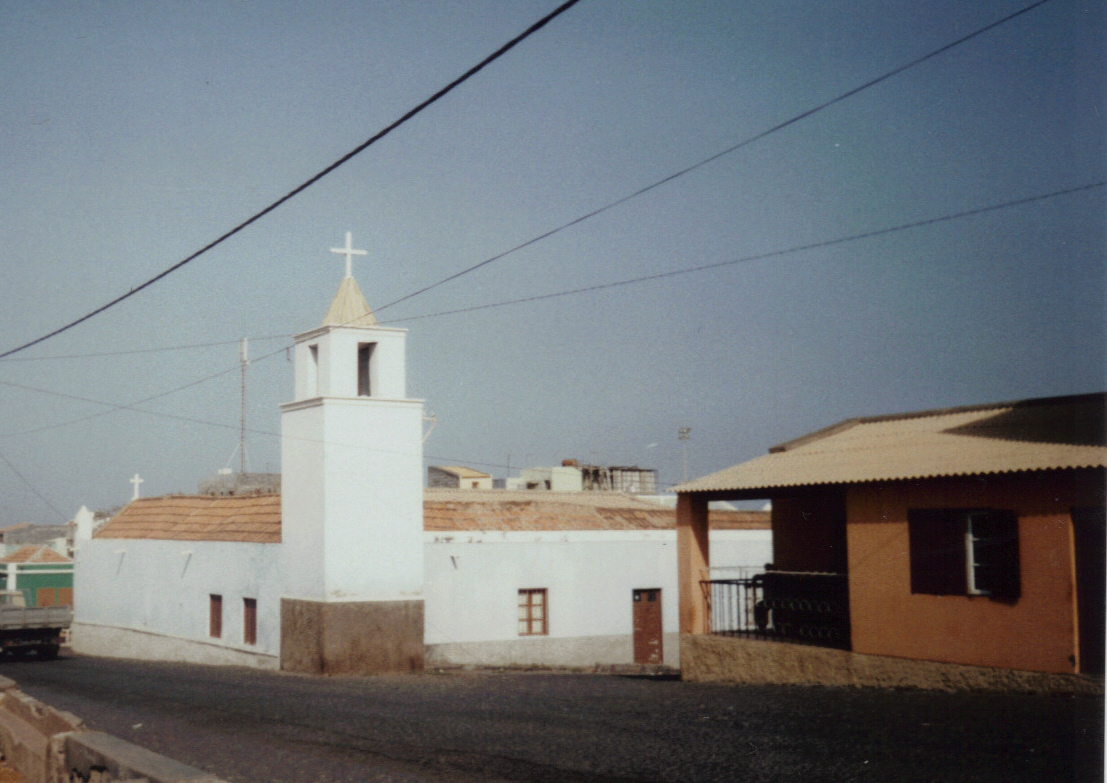
Capella a Praça Alberto da Silva.
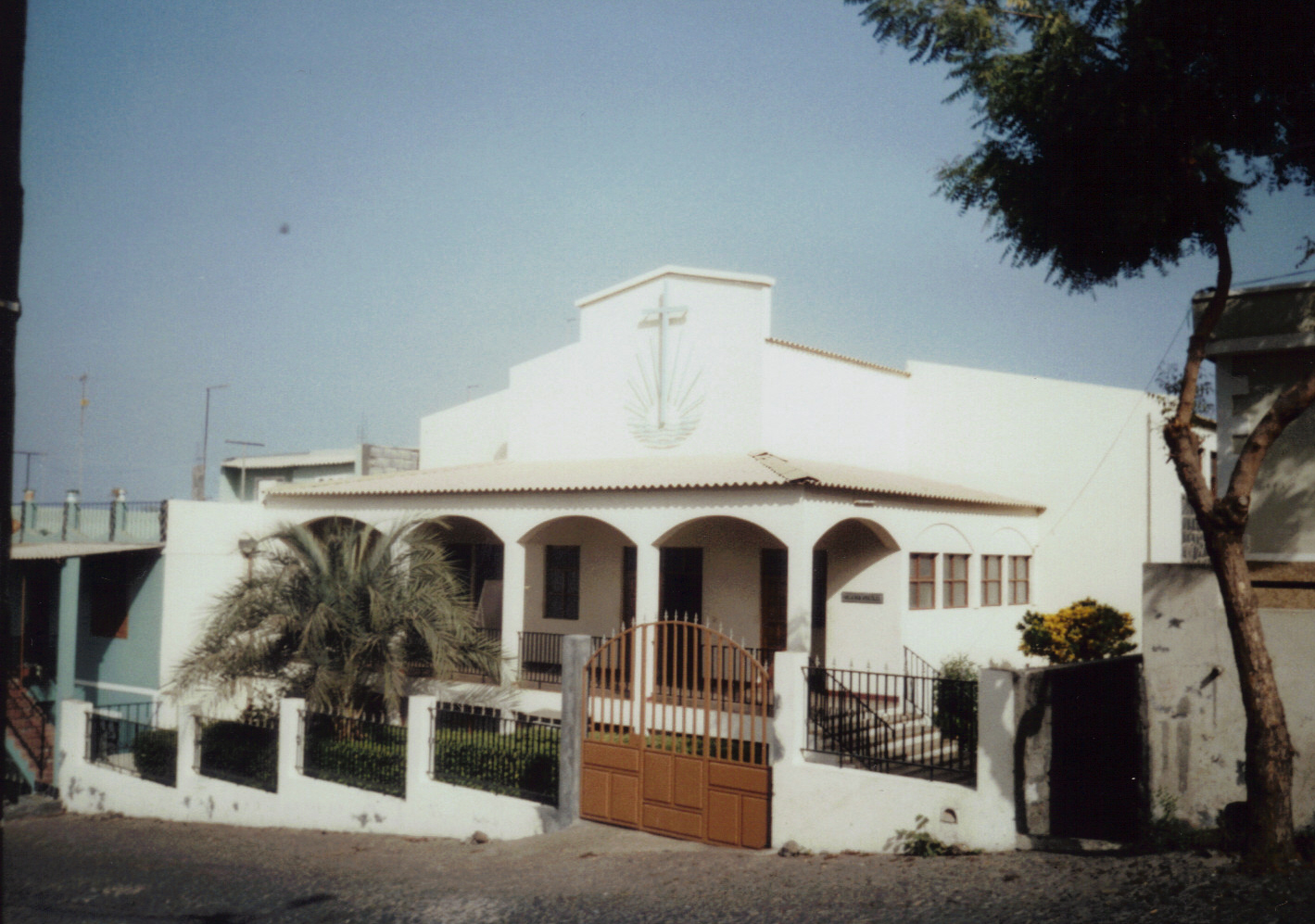
Nova església apostòlicas.
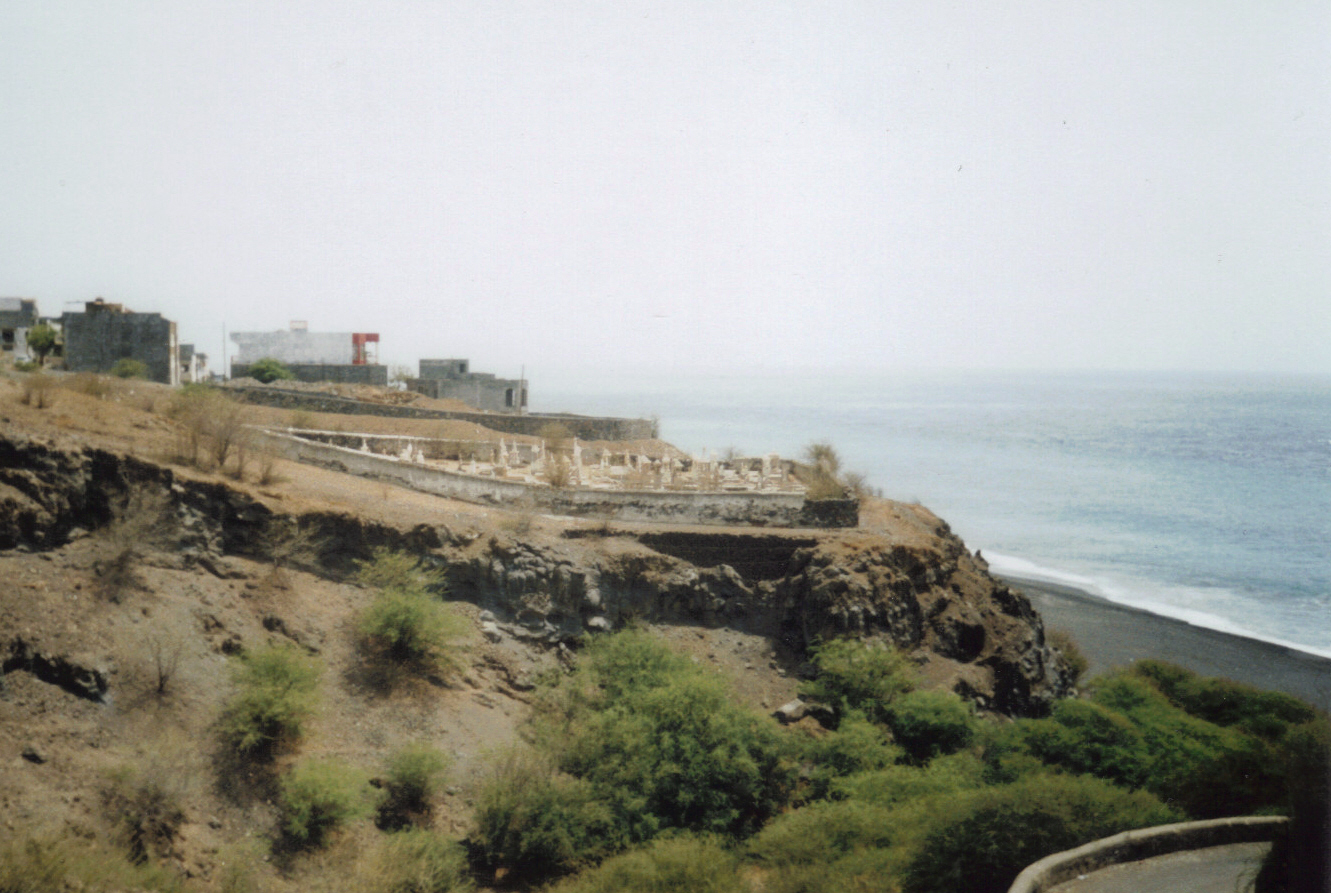
Platja i vell cementiri.